# Ania z Zielonego Wzgórza (film 1985)
Ania z Zielonego Wzgórza (ang. Anne of Green Gables) – telewizyjny film fabularny z 1985 roku, oparty na powieści Ania z Zielonego Wzgórza Lucy Maud Montgomery.
Jego kontynuację stanowią filmy: Ania z Zielonego Wzgórza: Dalsze dzieje (Anne of Green Gables: The Sequel) z 1987 roku i Ania z Zielonego Wzgórza: Dalsze losy (Anne of Green Gables: The Continuing Story) z 2000 roku.

## Obsada
- Megan Follows jako Ania Shirley
- Jonathan Crombie jako Gilbert Blythe
- Colleen Dewhurst jako Maryla Cuthbert
- Richard Farnsworth jako Mateusz Cuthbert
- Patricia Hamilton jako Rachel Lynde (Małgorzata Linde)
- Schuyler Grant jako Diana Barry
- Marilyn Lightstone jako Panna Stacy
- Charmion King jako Ciotka Josephine
- Christiane Krüger jako Pani Allan
- Jackie Burroughs jako Amelia Evans
- Jennifer Inch jako Ruby Gillis

## Nagrody i nominacje
- Nagroda Emmy w kategorii Outstanding Children's Program dla producentów: Kevina Sullivana, Lee Polka i Iana McDougalla (1986)
- Nominacja do Nagrody Emmy w kategorii Outstanding Writing in a Miniseries or a Special dla Kevina Sullivana i Joe Wiesenfelda (1986)
- 9 Nagród Gemini w kategoriach: Best Costume Design dla Marthy Mann, Best Dramatic Mini-Series dla Kevina Sullivana i Iana McDougalla, Best Music Composition for a Single Program (Dramatic Underscore) dla Hagood Hardy, Best Performance by a Lead Actress in a Single Dramatic Program or Mini-Series dla Megan Follows, Best Performance by a Supporting Actor dla Richarda Farnswortha, Best Performance by a Supporting Actress dla Colleen Dewhurst, Best Photography in a Dramatic Program or Series dla Rene Ohashi, Best Production Design or Art Direction dla Carol Spier, Best Writing in a Dramatic Program/Series (TV Adaptation) dla Joe Wiesenfelda i Kevina Sullivana oraz Most Popular Program Award dla Kevina Sullivana (1986)
- 2 nominacje do Nagród Gemini w kategoriach: Best Direction in a Dramatic Program or Series dla Kevina Sullivana i Best Picture Editing in a Dramatic Program or Series dla Mairin Wilkinson i Jamesa Lahti (1986)
- Nominacja do Canadian Society of Cinematographers Awards (CSC Award) w kategorii Best Cinematography in TV Drama dla Rene Ohashi (1986)
- Peabody Award (1987)